# Assassini nati - Natural Born Killers
Assassini nati - Natural Born Killers (Natural Born Killers) è un film del 1994 diretto da Oliver Stone, interpretato da Juliette Lewis e Woody Harrelson.
La sceneggiatura originaria del film venne scritta da Quentin Tarantino, ma modificata radicalmente da Oliver Stone, Richard Rutowski e David Veloz, al punto che Tarantino decise di prenderne le distanze pubblicamente e chiese addirittura di togliere il suo nome dai titoli. Nelle intenzioni di Tarantino il film avrebbe dovuto mescolare violenza a dialoghi brillanti secondo una trama complessa e ricca di riferimenti all'Avantpop, un po' sulla falsariga di quanto proposto con i suoi Le iene e Pulp Fiction.
Stone invece preferì incentrare l'oggetto del film tutto sul rapporto tra i media e la violenza, che si alimentano vicendevolmente secondo un meccanismo perverso. Il film, che uscì negli Stati Uniti il 26 agosto 1994, fu criticato da parte della stampa e dell'opinione pubblica a causa del contenuto esplicito di violenza che avrebbe lasciato in secondo piano il messaggio di forte critica della stessa, che pure è evidente nelle intenzioni dell'autore.

## Titolo
Riguardo al titolo, Assassini nati, Stone cita molto spesso il romanzo A sangue freddo di Truman Capote, dove l'espressione viene usata per la prima volta.

## Trama
(Wayne Gale a Mickey)
In un piccolo bar lungo la route 66, Mickey e Mallory Knox stanno facendo colazione quando vengono importunati da alcuni cacciatori bifolchi. Basta poco per suscitare una reazione spropositata, sadica e sanguinaria, non priva di una componente di humor nero (ad esempio Mallory per decidere se uccidere una cameriera o un cliente fa la conta con una filastrocca). I due spietati assassini abbandonano il locale, lasciando in vita solo un uomo affinché possa raccontare che "sono stati Mickey e Mallory Knox". Nella fuga che segue, e che si intuisce essere solo l'ultima di una lunga serie, si inserisce un flashback sull'inizio della loro storia d'amore e su come sia scaturita la loro insaziabile sete di morte e di violenza. Mallory da piccola veniva continuamente violentata dal padre, e ciò succedeva sotto gli occhi della madre, incapace di reagire. Mickey, anch'egli con un passato difficile (aveva assistito al suicidio del padre quando era piccolo), si recò in soccorso a Mallory, aiutandola a uccidere i genitori e suggellando così il loro amore e la loro vocazione di assassini.
Nel corso della loro fuga, Mickey e Mallory si fermano in un motel di una piccola cittadina. Mickey stupra una ragazza presa in ostaggio e Mallory, per ripicca, si concede a un benzinaio che poi uccide. Sulla scia ininterrotta di delitti si precipita il detective Jack Scagnetti, motivatissimo a catturare i due assassini. A osservare da vicino tutta la storia dei due assassini innamorati, oltre alla polizia, c'è anche Wayne Gale, un vispo giornalista che conduce una rubrica televisiva intitolata American Maniacs e incentrata sui crimini degli assassini più spietati degli Stati Uniti. Wayne Gale, tramite i suoi servizi giornalistici, rende Mickey e Mallory delle vere star con tanto di fans ragazzini.
Mickey e Mallory, comprendendo di essere braccati, si dirigono verso il deserto, dove, sotto effetto di allucinogeni, trovano asilo presso un indiano del luogo, una persona circondata da un'aura misteriosa e quasi magica: sembrerebbe essere il loro angelo custode, la persona che ha il compito di redimerli dalle tremende azioni che stanno compiendo. Mickey però, durante la notte, viene colto da incubi e lo uccide per errore. Mallory allora, forse per la prima volta, si ribella di fronte a un omicidio e accusa il suo compagno di "essere un assassino senza cuore". I due, in rotta, confusi e in una fuga sempre più disperata, vengono entrambi morsi da svariati serpenti a sonagli. Mentre sono in auto alla ricerca di antidoti, passano proprio davanti al motel dove Scagnetti si è fermato in compagnia di una prostituta, che strangola senza ragione rivelandosi perverso e squilibrato come il duo di assassini che cerca. La ricerca di un antidoto è loro fatale in quanto, giunti in una farmacia, sono riconosciuti e, dopo un lungo scontro a fuoco (cui partecipa anche Scagnetti), catturati.
Quando, un anno dopo l'arresto, Jack Scagnetti va a visitare la coppia al penitenziario di Batonga, apprende dal rude direttore Dwight McClusky che Mickey e Mallory non sono cambiati per niente, anzi, il loro silenzio sembra li stia preparando al "gran finale" che da tanto architettano. McClusky e Scagnetti si fanno una lunga chiacchierata durante il tragitto lungo la prigione fino alla cella di Mallory. Il direttore non ha il minimo scrupolo nell'umiliare e punire duramente i detenuti alla minima infrazione. Jack gli racconta che da bambino ha assistito alla morte della madre (è stata una delle vittime di Charles Whitman) e che per questa ragione è diventato un detective specializzato in psicopatici (inoltre tali circostanze lo rendono più simile a Mickey e Mallory: anche lui cela una natura diabolica e sadica, attribuibile alla violenza cui ha assistito nell'infanzia). Arrivati alla cella Mallory canta e dapprima sembra ignorare il direttore e il detective. Ma quando quest'ultimo si affaccia all'oblò sulla porta, la pluriassassina vi si scaglia immediatamente contro, sbattendo violentemente la testa e svenendo.
Il giornalista Wayne Gale ottiene il permesso da McClusky di poter intervistare Mickey, proprio qualche ora prima che sia lobotomizzato. Durante l'intervista, Mickey spiega che è la natura che porta l'uomo a uccidere, perché l'uomo non è altro che un animale e, come tutti gli animali, ha il compito di uccidere gli altri. Wayne è costretto a bloccare l'intervista a causa di una rivolta dei carcerati della stessa prigione che hanno ascoltato ogni singola parola di Mickey all'insaputa di McClusky poiché Wayne ha mandato in onda l'intervista senza avvertire nessuno. Dopo che McClusky lascia la stanza Mickey distrae i poliziotti raccontando loro una barzelletta demenziale e, dopo aver loro abilmente sottratto un fucile a pompa, ne elimina la maggior parte, risparmiando la troupe televisiva che continua le riprese.
Mickey ora ha l'obiettivo di raggiungere Mallory, segregata in un altro piano. Mentre la rivolta ha inizio, Mallory riceve la visita di Jack Scagnetti che lascia fuori la scorta e rimane solo con lei invitandola a pensare all'ultima volta che ha fatto del sesso con Mickey, perché tra qualche ora il suo amante sarà ridotto a un vegetale (dopo l'intervista hanno intenzione di lobotomizzarli entrambi). Mallory sembra indifferente a tutto ma rivela a Jack di non pensare ad altro che al sesso. Quindi, dopo averlo sedotto lo aggredisce selvaggiamente, ma i poliziotti irrompono e la bloccano. Jack inizia a spruzzarle addosso dello spray al peperoncino. Dopo un lungo e frenetico percorso attraverso i corridoi infestati dai detenuti impazziti, Mickey arriva alla cella di Mallory. Qui ha luogo lo scontro tra Scagnetti e Mickey e la morte del detective per mano di Mallory. Segue una lunga ed estenuante lotta tra i poliziotti e i carcerati al termine della quale Mickey e Mallory riescono a evadere dal penitenziario grazie a un detenuto (comparso nel ristorante all'inizio della pellicola) che li guida, prendendo come ostaggio un poliziotto e anche Wayne Gale, che continua a trasmettere tutto in diretta TV. McClusky viene ucciso dai carcerati che aveva sempre vessato e trattato come bestie.
Giunti in un grande spiazzo aperto, lontano dai poliziotti, Wayne racconta che Mallory ha ucciso il poliziotto che avevano preso in ostaggio e gettato il suo corpo per strada. Del detenuto misterioso che ha aiutato i due assassini non c'è più traccia. Wayne fa alcune domande alla coppia riguardo al loro futuro da liberi. Dopo aver spiegato i loro progetti, Mickey decide di uccidere Wayne. L'uomo lo supplica di non premere il grilletto e di risparmiarlo ma Mickey, sempre sotto lo sguardo delle telecamere, non desiste dal suo intento e addirittura lo convince lasciandolo senza motivazioni per controbattere (normalmente lui e Mallory lasciano sempre una persona viva per raccontare le loro gesta, ma in questo caso c'è la telecamera) e lo uccide non prima di aver spiegato che "È come Frankenstein che uccide il dottor Frankenstein": la violenza è figlia dei mass media, che la glorificano e la osannano per ottenere ascolti e lucro. Mentre i due si allontanano, la telecamera si spegne e si vede una carrellata di fatti di cronaca nera in TV (compresi il processo a O. J. Simpson e l'intervista a Rodney King).
Sulle note di The Future di Leonard Cohen, Mickey e Mallory viaggiano per un'autostrada statunitense a bordo di un camper, con i loro bambini.

## Produzione

### Regia
Con un montaggio a tratti schizofrenico e l'uso dei più disparati formati di pellicola (pare ne siano stati utilizzati addirittura 18 tra 35mm, 16mm, 8mm, videocassette, super 8mm, ecc.) e registri stilistici (ci sono parti a cartone animato, in forma di sit-com, di programma televisivo e altro), Oliver Stone torna sul tema della violenza, già al centro di almeno un paio dei suoi film precedenti: Platoon (1986) e Nato il quattro luglio (1989). Però, mentre in queste due pellicole era stato molto attento agli effetti della violenza, mostrandola realisticamente, in Assassini nati la violenza viene "elaborata per avere un effetto satirico". La satira, come ebbe a dire Stone, è il mezzo migliore per spiegare il messaggio del film secondo il quale "viviamo in un'epoca in cui i media rincorrono la violenza", per cui per ogni delitto che si commette dovremmo farci una sorta di esame di coscienza e chiederci quanto non ne siamo parzialmente responsabili noi stessi, come soggetti, e come società.
Stone disse anche di aver lavorato al film come un bambino che schizza colori su una tela: "Non mi sono autocensurato". Questo spiega la forma particolare con cui il film è stato realizzato e presentato e che ha fatto dire al suo produttore che questo è "il più grande film sperimentale mai realizzato". Tra le particolarità del film spicca un montaggio a tratti talmente veloce da lasciare alcuni fotogrammi o piccoli spezzoni come vere e proprie "immagini subliminali".
Altra particolarità sono gli "sfondi psicologici". Il montatore Hank Corwin ha rivelato che inizialmente Oliver Stone voleva utilizzare dei paesaggi classici, a sfondo naturale. In seguito la troupe gli propose di utilizzare degli sfondi che riflettessero le emozioni e i pensieri del cervello umano. Stone dette il via libera a questa idea promuovendo tutte le altre libere iniziative che fossero sorte anche in fase di lavorazione. Questo rese i 56 giorni di riprese piuttosto caotici ma anche creativi e frenetici, come era appunto nelle intenzioni dell'autore che desiderava trasferire queste stesse caratteristiche sul prodotto finale.
Un episodio che aiuta a capire l'atmosfera respirata durante le riprese è legato ad un incidente casuale avvenuto in scena, quando Mallory si ribella al tentativo di violenza del detective Scagnetti. Juliette Lewis, nel reagire con violenza, ruppe sul serio il naso a Tom Sizemore. Il regista Oliver Stone, dinanzi al naso rotto di Sizemore non fermò le riprese, anzi reagì positivamente gridando: "Non tagliare! Continua! Continua! Finché non muori, continua!".

### Sceneggiatura
La prima sceneggiatura (con il titolo di Thrill Killers) venne fornita al regista Oliver Stone da Quentin Tarantino, allora agli esordi, ma già segnalatosi grazie al successo di Una vita al massimo di Tony Scott. Quando per la prima volta Stone lesse il copione pensò di farne un film d'azione. Alla fine della prima metà della fase di riprese, il contenuto era piuttosto distante da quello che sarebbe poi stato il film. Questo perché Stone dopo diverse rielaborazioni decise di rendere centrale la tematica violenza/media e lasciare il resto sullo sfondo.
Nella versione definitiva del film non è rimasto quasi nulla della sceneggiatura originale di Quentin Tarantino, venduta per 400.000 dollari: solo i personaggi principali (il detective Scagnetti è un personaggio ricorrente delle sceneggiature di Tarantino, ma appare solo in questa pellicola) e alcune situazioni. Lo sceneggiatore, in polemica col regista Oliver Stone, asserisce di non aver mai visto il film per intero. Si dice anche che la controversia abbia scatenato una rissa fra i due in un bar: Tarantino, offeso dallo stravolgimento della trama e soprattutto del finale, avrebbe colpito Stone con un pugno, causandogli la frattura del setto nasale. Stone, tuttavia, secondo le regole contrattuali non aveva commesso nulla di illegale.
L'idea dei killer che uccidono lungo la route 66, venne a Stone dopo una ricognizione in cerca di location. In quella situazione, per via dei funghi che avevano mangiato, il regista e la revisionista del copione Deirdre Horgan, guidavano in maniera molto disattenta, così tanto che attirarono le attenzioni dei poliziotti. Le scene su pellicola, dove il poliziotto bracca Mickey e Mallory, mostrano realmente il poliziotto che inseguiva l'auto di Oliver Stone.

### Cast

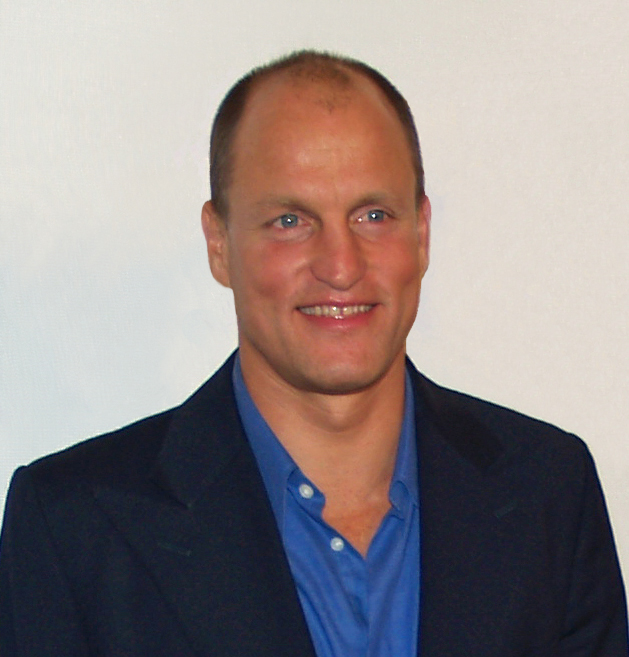
Woody Harrelson recita nel ruolo di Mickey Knox

Nel film sono presenti attori come Woody Harrelson, Juliette Lewis e Robert Downey Jr.. Per scegliere il suo "Mickey Knox", Oliver Stone faticò parecchio, perché secondo lui a Hollywood non c'era una persona in grado di cogliere perfettamente la psicologia dell'efferato assassino protagonista. Questo sino a quando non vide Woody Harrelson, che Stone scelse a prima vista perché "aveva uno strano sorriso" e "aveva visto la violenza in lui". Stone apparve ad Harrelson come un telepate, perché suo padre era stato realmente un assassino; secondo la mentalità del regista, i geni violenti del padre erano stati ereditati da Woody, l'unico in grado di interpretare Mickey.
Diversa fu la situazione con Juliette Lewis. In quel caso, il regista rimase stupito - nonostante continuasse a pensare che "ci fosse qualcosa che non andava". Stone rimase abbacinato dal talento della Lewis perché secondo lui non recitava come recita normalmente una donna. Concluse "non credo le piaccia la recitazione standard, vuole provare sempre nuove esperienze sul set: e interpretare Mallory è una di quelle!".
Tommy Lee Jones fu entusiasta di recitare in Assassini nati, anche perché aveva già collaborato con Stone in diverse occasioni; ma l'attore ammette che questa fu la volta in cui "recitò come non aveva mai recitato". Il personaggio da lui interpretato è quello più fumettistico di tutta la pellicola: "una persona poco elegante, con una cravatta a pois e un taglio alla Studebaker del '57" - dice Jones, a proposito di McClusky, il suo personaggio. Jones si divertì parecchio durante la lavorazione del film: fu lui a decidere l'abbigliamento e il taglio di capelli del rude direttore del penitenziario.
Per quanto riguarda la scelta di Tom Sizemore, Stone disse ironicamente di stare creando un tavolo con cinque gambe: c'erano Woody Harrelson, Juliette Lewis, Robert Downey Jr. e Tommy Lee Jones a renderlo stabile; e Sizemore sarebbe stata la quinta gamba traballante.
Nel montaggio originale apparivano sia Ashley Judd che Denis Leary, famoso comico statunitense. Ashley Judd era la protagonista di una scena ambientata durante il processo a Mickey e Mallory, durante la quale veniva uccisa da Mickey con una matita. Dennis Leary invece interpretava un maniaco schizofrenico che spiegava perché nella civiltà di oggi molte persone arrivano all'omicidio. Entrambe le scene vennero tagliate perché Stone le vedeva in contrasto col resto del film.

## Colonna sonora
La colonna sonora del film comprende brani di diverso genere: si spazia dal blues all'hip hop al rock e all'etnico: spiccano svariati artisti come Leonard Cohen, Patti Smith, i Nine Inch Nails e Dr. Dre. Altra particolarità della colonna sonora (sulla falsariga delle colonne sonore dei film di Quentin Tarantino) sono dei dialoghi estratti dal film che si intercalano più volte tra un brano e un altro.
Assemblata da Trent Reznor dei Nine Inch Nails, la colonna sonora del film di Stone è capace di ricreare l'atmosfera allucinante del film. Il background sonoro dei brani "violenti" di Leonard Cohen riesce nell'intento di trasmettere un'atmosfera di follia ed estraniamento, quasi meglio del film.
La colonna sonora venne definita come una delle "50 più forti della storia del cinema" da Q Magazine.
1. Waiting for the Miracle (Leonard Cohen)
2. Shitlist - (L7)
3. Moon Over Greene County (Dan Zanes)
4. Rock 'n' Roll Nigger (Patti Smith)
5. Sweet Jane (Cowboy Junkies)
6. You Belong to Me (Bob Dylan)
7. The Trembler (Duane Eddy)
8. Burn (Nine Inch Nails)
9. Route 666 (Robert Downey Jr.)
10. Totally Hot (Juliette Lewis)
11. Back in Baby's Arms (Patsy Cline)
12. Taboo (Peter Gabriel)
13. Sex Is Violent (Juliette Lewis)
14. History Repeats Itself (A.O.S.)
15. Something I Can Never Have (Nine Inch Nails)
16. I Will Take You Home (Russell Means)
17. Drums a Go-Go (Hollywood Persuaders)
18. Hungry Ants (Tommy Lee Jones)
19. The Day the Niggaz Took Over (Dr. Dre)
20. Born Bad (Juliette Lewis)
21. Fall of the Rebel Angels (Sergio Cervetti)
22. Forkboy (Lard)
23. Batonga in Batongaville (Tommy Lee Jones)
24. A Warm Place (Nine Inch Nails)
25. Allah, Mohammed, Char, Yaar (Nusrat Fateh Ali Khan/Rty)
26. The Future (Leonard Cohen)
27. What Would You Do? (Tha Dogg Pound)

Il film contiene anche Bombtrack e Take the Power Back dei Rage Against the Machine, Anthem di Leonard Cohen, Ghost Town dei The Specials, Dance of sugarplum fairy di Pëtr Il'ič Čajkovskij, tratto da Lo schiaccianoci, e Una notte sul Monte Calvo di Modest Petrovič Musorgskij, ma questi brani non sono stati inclusi nell'album della colonna sonora.

## Promozione

### Slogan
- «The Media Made Them Superstars» - «I media li resero superstar»;
- «In the Media Circus of Life, They Were the Main Attraction»;
- «A Bold New Film that Takes a Look at a Country Seduced by Fame, Obsessed by Crime and Consumed by the Media».

## Distribuzione

### Divieti
In Italia si scelse di vietare il film ai minori di 14 anni e da più parti si ritenne il provvedimento inadeguato.

## Accoglienza

### Incassi
Il film guadagnò negli Stati Uniti 50 282 766 di dollari; nel week-end d'apertura incassò 11 166 687 di dollari.

### Critica
Le critiche del film si schierarono per lo più contro di esso, accusandolo di essere pretenzioso. Jimmy Berardinelli parlò addirittura di uno Stone "sfociato nel ridicolo", salvando solo le interpretazioni di Tommy Lee Jones e Robert Downey Jr., oltre alla colonna sonora, che forse è l'unico punto che mise tutti d'accordo. Giunsero però anche critiche positive, per esempio da Aaron Caldwell.
Jim Emerson definì il film come il più "morto dal punto di vista psicologico e codardo di tutti i tempi. Non è che non abbia il coraggio delle sue convinzioni: è che non ha convinzioni. È solamente un pacchetto in cui vediamo amalgamati tutti i prodotti di MTV, ai quali si aggiunge una pesante dose di inutile ironia". Emerson accusò Stone di aver definito il suo film una satira, perché aveva perso l'obiettivo della satira: il punto di vista. "Alla fine, l'unica idea presente nel film è che i giornalisti televisivi sono gli esseri umani più meschini, ancora peggiori dei serial killer" - dice Emerson - "e sarebbe una posizione piuttosto provocante da prendere, ma non viene presa". Un altro punto del pensiero di Stone contro cui Emerson si schierò fu: "Stone ha detto che Assassini nati è una condanna ai media che glorificano e ingigantiscono la violenza: sorge un problema: il film non fa esattamente la stessa cosa, pretendendo però di criticare questo aspetto?".

## Riconoscimenti
- 1995 – Golden Globe
  - Candidatura alla miglior regia a Oliver Stone
- 1995 – MTV Movie Awards
  - Candidatura alla miglior coppia a Woody Harrelson e Juliette Lewis
  - Candidatura al miglior bacio a Woody Harrelson e Juliette Lewis
- 1994 – Festival di Venezia
  - Leone d'argento - Gran premio della giuria a Oliver Stone
  - Premio Pasinetti a Juliette Lewis
  - Special Mention a Juliette Lewis
  - Candidatura al Leone d'oro a Oliver Stone
- 1994 – Camerimage
  - Candidatura alla Rana d'oro a Robert Richardson

## Casi mediatici
Con il tempo si sono inasprite le critiche al film e al suo uso della violenza. Questo per effetto di episodi di cronaca nei quali si sono evidenziate delle relazioni tra i delitti commessi e il film Assassini nati:
- La diciottenne Sarah Edmondson e il suo ragazzo Benjamin Darras probabilmente videro il film prima di ordire una rapina che si trasformò in efferato omicidio. I parenti di una vittima hanno intentato una causa contro Stone.[14]
- Eric Harris e Dylan Klebold, responsabili del massacro della Columbine High School erano fan del film. Usavano l'acronimo "NBK" ("Natural Born Killers" – tradotto "Assassini nati") per indicare la loro missione ("Dio, non posso aspettare che muoiano. Posso gustare il sangue adesso - NBK" e "Il mattino sacro dell'Aprile di NBK" erano slogan utilizzati dai due).[senza fonte]
- Il diciassettenne Nathan K. Martinez ha ucciso la sua matrigna e la sua sorellastra mentre dormivano, nella loro casa di Bluffdale in Utah, un sobborgo di Salt Lake City, nell'ottobre 1994. Si venne a sapere alcuni giorni dopo che l'assassino risiedeva in un motel a O'Neill, in Nebraska e aveva visto il film dozzine di volte. Si era rasato i capelli a zero per somigliare di più al personaggio interpretato da Woody Harrelson. Suo padre e suo fratello maggiore erano usciti quella mattina per andare a caccia.[senza fonte]
- Un amico dello scrittore John Grisham venne ucciso da un assassino che diceva di essersi ispirato al film di Oliver Stone, motivo per cui Grisham intentò una causa contro il regista. Quando, due anni dopo, la Warner Bros. cercava un attore per la trasposizione cinematografica di Il momento di uccidere di Grisham, venne proposto Woody Harrelson. Dato che Harrelson aveva recitato in Assassini nati, lo scrittore – che era incaricato di selezionare il cast del film – rifiutò l'offerta, scegliendo al suo posto Matthew McConaughey, attore che poi casualmente sarebbe stato co-protagonista della serie HBO True Detective, proprio insieme ad Harrelson.

## Versioni alternative
Il 30 luglio 1996 uscì in VHS Natural Born Killers (Director's Cut) la versione home video comprendente una serie di scene tagliate per l'uscita nelle sale cinematografiche. In questa edizione si ritrovano tutte le parti che erano state tagliate per evitare l'applicazione di divieti più restrittivi da parte della censura statunitense. In aggiunta a queste, lo stesso Oliver Stone pensò di montare anche quelle scene che, per l'uscita nelle sale, erano state escluse prediligendo una forma più asciutta.
Applicandosi un metro differente in ogni nazione per la determinazione dei divieti, ci sono in effetti piccole variazioni tra ciò che è uscito nelle sale italiane (con meno censure rispetto agli Stati Uniti e un divieto limitato ai minori di 14 anni) e ciò che è circolato in altri Paesi. Venne poi distribuita anche in Italia un'edizione in DVD nella quale si è mantenuto il "taglio largo" dato alla versione VHS e si è aggiunto inoltre un finale alternativo e immagini extra, fra cui quelle montate esclusivamente per il video Burn dei Nine Inch Nails.